# Pradosia kuhlmannii
Espèce
Classification phylogénétique
Statut de conservation UICN

 EN B1+2c : En danger
Pradosia kuhlmannii est une espèce de plantes à fleurs de la famille des Sapotaceae originaire du Brésil. 

## Description
C'est un arbre.

## Répartition
Endémique aux forêts primaires de plaine de l'État de Rio de Janeiro.

## Conservation
Menacée par l'expansion urbaine de la ville de Rio de Janeiro.